# 1874年10月10日日食
1874年10月10日日食为一次在协调世界时1874年10月10日出現的日環食。該次日食食分為0.9193，食甚維持6分28秒。

## 概述
這次日食的食分是0.9193，維持6分28秒。

## 基本參數
- 類型：
- 食甚資料：
  - 日期：1874年10月10日
  - 時間：11時13分33秒
  - 地點：59N 72E
  - 食分：0.9193
  - 持續時間：6分28秒

## 外部連結
- NASA日食專頁（页面存档备份，存于）（英文）